# Astragalus pubentissimus
Astragalus pubentissimus — вид квіткових рослин з родини бобових (Fabaceae). Ареал охоплює такі країни: США (Колорадо, Юта, Вайомінг).

## Середовище
Це багаторічна трав'яниста рослина, яка росте в лісах піньйон-ялівець, пустельних чагарникових угрупованнях, сухих месах та кам'янистих місцевостях. Висоти: 1470–2200 метрів. Наразі немає відомих серйозних загроз для цього виду.